# Poppenberg (Unterbreizbach)
Poppenberg ist ein verlassenes Gehöft in der Einheitsgemeinde Unterbreizbach im Wartburgkreis in Thüringen.

## Lage
Das Einzelgehöft Poppenberg liegt südlich von Vacha an der Westflanke vom Öchsenberg in der Nähe von Sünna. Die Bundesstraße 84 ist zwischen Sünna und Vacha auf einem Verbindungsweg zu erreichen. Die geographische Höhe des Ortes beträgt 330 m ü. NN.

## Geschichte
Am 10. Juli 1302 wurde das Gehöft erstmals urkundlich erwähnt und ist seit etwa 20 Jahren  unbewohnt. Es gehörte zum Gericht Völkershausen.